# Mimosa (Fabaceae)
Mimosa L., 1753 è un genere di piante appartenente alla famiglia delle Fabaceae, che conta 600 specie.

## Etimologia
Il nome generico deriva dalla parola greca μιμος (mimos) «attore, mimo» e il suffisso femminile –osa «somigliante», con riferimento alla capacità di alcune specie del genere di contrarre le foglie in risposta a stimoli tattili (tigmotropismo), che sembra imitare una reazione di paura.

## Descrizione
Il genere comprende specie erbacee e arbustive.
Tutte le specie sono contraddistinte da foglie bipennate.
Producono vistose infiorescenze globulari colorate e profumate. I fiori di Mimosa si differenziano da quelli dei generi correlati Acacia e Albizia per la presenza di 10 o meno stami.

## Distribuzione e habitat
La maggior parte delle specie sono originarie del continente americano, ma il genere è presente anche in una parte dell'Africa (Tanzania, Mozambico, Madagascar) e nel subcontinente Indiano. Molte specie, utilizzate come piante ornamentali, si sono naturalizzate in diversi paesi tropicali dell'Africa, dell'Asia e dell'Oceania.

## Tassonomia
La classificazione del genere Mimosa è stata, fino a tempi recenti, piuttosto confusa, e molte specie dalla morfologia simile sono state in passato accorpate in questo genere. Tra queste vi sono specie dalle foglie bipennate, fra cui Albizia julibrissin e Acacia dealbata. Quest'ultima specie è la pianta a fiori gialli generalmente denominata "mimosa", celebre fra l'altro per essere il fiore simbolo, in molte culture occidentali, della Giornata internazionale della donna, l'8 marzo.
Il genere comprende 600 specie tra le quali:
- Mimosa aculeaticarpa Ortega
- Mimosa arenosa (Willd.)  Poir.
- Mimosa aspera M.E.Jones
- Mimosa borealis A.Gray
- Mimosa casta L.
- Mimosa ceratoniaL.
- Mimosa diplotricha C.Wright
- Mimosa dysocarpa Benth.
- Mimosa emoryana Benth.
- Mimosa grahamii A.Gray
- Mimosa hystricina (Small ex Britton & Rose) B.L.Turner
- Mimosa latidens (Small) B.L.Turner
- Mimosa malacophylla A.Gray
- Mimosa ophthalmocentra Mart. ex Benth.
- Mimosa pigra L.
- Mimosa polycarpa Kunth
  - Mimosa polycarpa var. spegazzinii
(sin.: Mimosa spegazzinii Pirotta)
- Mimosa pudica L.
- Mimosa quadrivalvis L.
- Mimosa scabrella Benth.
- Mimosa schomburgkii Benth.
- Mimosa strigillosa Torr. & A.Gray
- Mimosa tenuiflora (Willd.) Poir.
- Mimosa turneri Barneby
- Mimosa verrucosa Benth.